# Peptide opioïde
Un peptide opioïde est un opiacé (une molécule compatible avec les récepteurs aux opiacés), constitué d'une chaine d'acides aminés. Ce terme peptide distingue donc parmi les opioïdes ceux qui sont le résultat direct ou indirect d'une synthèse biologique issue de la retranscription de gènes.
Leur rôle biologique naturel est difficile à isoler car le mécanisme est ancien à l'échelle de l'évolution (apparition estimée à 600 millions d'années). Toutefois, chez les mammifères, il semble que les peptides opioïdes soient fortement impliqués dans les mécanismes de la réponse immunitaire.
Ces peptides peuvent être distingués selon leur origine :
- soit endogènes s'ils sont sécrétés par l'individu qui les reçoit lui-même (comme l'endorphine pour l'humain) ;
- soit exogènes s'ils ne le sont pas (la dénomination d'exorphines dans ce cas est proposée en 1979 et est plutôt tombée en désuétude).

L'appellation a été largement diffusée dans le contexte des recherches empiriques faites dans le cadre du régime sans caséine ni gluten, qui vise à éviter les aliments qui peuvent se dégrader en peptides opioïdes qui sont donc exogènes dans ce cas.

## Peptides opioïdes humains
Le génome humain possède trois gènes homologues connus pour générer des peptides opioïdes (endogènes donc), chacun codant des protéines qui peuvent être dégradées (par des protéases) en peptides ayant une action opiacée :
- les pro-opiomélanocortines identifiées en 1980[2]. Elles sont à l'origine de la synthèse des endorphines ;
- les enképhalines, identifiées en 1982[3] ;
- les dynorphines, décrites en 1983[4] (traduction en français incertaine, article anglophone : en:Dynorphin).
- la β-endorphine

## Rapport à certaines pathologies humaines
Aucune recherche n'a permis en 2009 de valider sans ambiguïté le rôle des peptides opioïdes dans le corps humain.
Toutefois, une frange de scientifiques, de médecins et de personnes atteintes par différents troubles ou de leurs proches défendent activement le rôle des peptides opioïdes dans certaines pathologies comme l'autisme principalement, mais aussi la schizophrénie et l'épilepsie entre autres.
C'est d'abord en 1981 en Norvège que Karl Reichelt découvre leur présence dans les urines des schizophrènes et des autistes.
Entre 1986 et 1991, il rapporte ensuite des cas de très fortes améliorations ou de guérison à la suite de l'élimination du gluten et de la caséine du régime alimentaire de ces malades. Il a publié plus de 200 articles scientifiques et reçoit le prix médical Snokloas pour ses recherches à l'Université d'Oslo.
Selon lui : les peptides étrangers parviennent intacts dans la circulation sanguine et en quantité insuffisante pour stimuler une réponse immunitaire. Il considère donc que la preuve biochimique de l'intoxication est apportée.
Le régime sans caséine ni gluten (qui vise à éliminer les sources alimentaires de ces peptides opioïdes) a été ensuite recommandé par certains professionnels de santé, mais son influence sur ces maladies reste généralement considérée comme non prouvée par la communauté scientifique et ce régime est officiellement déconseillé en cas d'autisme et de syndromes apparentés depuis 2009 par l'AFSSA qui est devenue depuis l'Anses.

## Liste des peptides opioïdes connus (exogènes pour l'humain)
(les dénominations, traduites de Wikipedia en anglais, sont à vérifier)
- D'origine alimentaire :
  - la casomorphine (du lait) ;
  - le gluten exorphine (du gluten) ;
  - les gliadorphine et gluteomorphine (du gluten) ;
  - la rubiscoline (des épinards).
- D'origine animale :
  - la dermorphine (rencontrée dans les sécrétions de Phyllomedusa bicolor).
- D'origine microbienne :
  - la deltorphine I et II (fongique) ;
  - la dermorphine (d'origine microbienne inconnue).